# Magyarország az 1998. évi téli olimpiai játékokon
Magyarország a japán Naganóban megrendezett 1998. évi téli olimpiai játékok egyik részt vevő nemzete volt, hat sportág, összesen tizennyolc versenyszámában nyolc férfi és kilenc női, összesen tizenhét versenyző képviselte. A magyar atléták nem szereztek érmet és pontot sem. Ez ugyanolyan, mint az előző, lillehammeri olimpián elért eredmény.
Az olimpiai fogadalmat a műkorcsolyázó Czakó Krisztina (már második alkalommal) és a sílövő Panyik János tette. A nyitóünnepségen a magyar zászlót a gyorskorcsolyázó Egyed Krisztina vitte.

## Eredményesség sportáganként
Az alábbi táblázat összefoglalja a magyar versenyzők szereplését. A sportág neve mögött zárójelben lévő szám jelzi, hogy az adott szakág hány versenyszámában indult magyar sportoló.
Az egyes oszlopokban előforduló legmagasabb érték vagy értékek vastagítással kiemelve.

Az olimpiai pontok számát az alábbiak szerint lehet kiszámolni: 1. hely – 7 pont, 2. hely – 5 pont, 3. hely – 4 pont, 4. hely – 3 pont, 5. hely – 2 pont, 6. hely – 1 pont.
| Sportág            | Helyezések száma | Helyezések száma | Helyezések száma | Helyezések száma | Helyezések száma | Helyezések száma | Olimpiai pont | Indulók száma | Indulók száma | Indulók száma |
| Sportág            |                  |                  |                  | 4.               | 5.               | 6.               | Olimpiai pont | Férfi         | Nő            | Össz.         |
| Alpesisí (5)       | 0                | 0                | 0                | 0                | 0                | 0                | 0             | 0             | 3             | 3             |
| Biatlon (3)        | 0                | 0                | 0                | 0                | 0                | 0                | 0             | 1             | 4             | 5             |
| Bob (1)            | 0                | 0                | 0                | 0                | 0                | 0                | 0             | 4             | 0             | 4             |
| Gyorskorcsolya (6) | 0                | 0                | 0                | 0                | 0                | 0                | 0             | 1             | 1             | 2             |
| Műkorcsolya (2)    | 0                | 0                | 0                | 0                | 0                | 0                | 0             | 1             | 1             | 2             |
| Sífutás (1)        | 0                | 0                | 0                | 0                | 0                | 0                | 0             | 1             | 0             | 1             |
|                    |                  |                  |                  |                  |                  |                  |               |               |               |               |
| Összesen           | 0                | 0                | 0                | 0                | 0                | 0                | 0             | 8             | 9             | 17            |

## Alpesisí
Női
| Versenyző      | Versenyszám            | 1. futam      | 1. futam      | 2. futam | 2. futam | Összesítés | Összesítés |
| Versenyző      | Versenyszám            | Idő           | Hely.         | Idő      | Hely.    | Idő        | Helyezés   |
| -------------- | ---------------------- | ------------- | ------------- | -------- | -------- | ---------- | ---------- |
| Kovács Mónika  | Lesiklás               |               |               |          |          | kizárták   | kizárták   |
| Kovács Mónika  | Óriás-műlesiklás       | 1:30,73       | 34.           | 1:44,83  | 32.      | 3:15,56    | 32.        |
| Kovács Mónika  | Szuperóriás-műlesiklás |               |               |          |          | 1:24,77    | 40.        |
| Labancz Marika | Műlesiklás             | nem ért célba | nem ért célba | kiesett  | kiesett  | kiesett    | kiesett    |
| Barsi Kinga    | Műlesiklás             | nem ért célba | nem ért célba | kiesett  | kiesett  | kiesett    | kiesett    |

| Versenyző     | Versenyszám | Lesiklás | Lesiklás | Műlesiklás | Műlesiklás | Műlesiklás | Műlesiklás | Műlesiklás | Műlesiklás | Összesítés | Összesítés |
| Versenyző     | Versenyszám | Lesiklás | Lesiklás | 1. futam   | 1. futam   | 2. futam   | 2. futam   | Össz.      | Össz.      | Összesítés | Összesítés |
| Versenyző     | Versenyszám | Idő      | Hely.    | Idő        | Hely.      | Idő        | Hely.      | Idő        | Hely.      | Idő        | Helyezés   |
| ------------- | ----------- | -------- | -------- | ---------- | ---------- | ---------- | ---------- | ---------- | ---------- | ---------- | ---------- |
| Kovács Mónika | Összetett   | 1:37,35  | 27.      | 45,90      | 22.        | 43,06      | 21.        | 1:28,96    | 21.        | 3:06,31    | 21.        |

## Biatlon
Férfi
| Versenyző    | Versenyszám  | Lövőhiba | Időeredmény | Helyezés |
| ------------ | ------------ | -------- | ----------- | -------- |
| Panyik János | 10 km sprint | 1 (1+0)  | 31:50,0     | 63.      |

Női
| Versenyző        | Versenyszám   | Lövőhiba    | Időeredmény | Helyezés |
| ---------------- | ------------- | ----------- | ----------- | -------- |
| Bekecs Zsuzsanna | 7,5 km sprint | 6 (3+3)     | 29:50,3     | 64.      |
| Bozsik Anna      | 15 km egyéni  | 6 (2+3+1+0) | 1:05:41,1   | 57.      |
| Dira Bernadett   | 7,5 km sprint | 5 (3+2)     | 28:48,9     | 63.      |
| Szemcsák Éva     | 15 km egyéni  | 5 (0+1+3+1) | 1:05:51,8   | 58.      |

## Bob
| Versenyző                                                  | Versenyszám | 1. futam | 1. futam | 2. futam | 2. futam | 3. futam | 3. futam | Összesítés | Összesítés |
| Versenyző                                                  | Versenyszám | Idő      | Hely.    | Idő      | Hely.    | Idő      | Hely.    | Idő        | Helyezés   |
| ---------------------------------------------------------- | ----------- | -------- | -------- | -------- | -------- | -------- | -------- | ---------- | ---------- |
| Frankl Nicholas Pallai Péter Pintér Bertalan Zsombor Zsolt | Négyes      | 55,16    | 25.      | 54,82    | 23.      | 54,94    | 23.      | 2:44,92    | 24.        |

## Gyorskorcsolya
Férfi
| Versenyző  | Versenyszám | 1. futam | 1. futam | 2. futam | 2. futam | Eredmény | Helyezés |
| Versenyző  | Versenyszám | Idő      | Hely.    | Idő      | Hely.    | Eredmény | Helyezés |
| ---------- | ----------- | -------- | -------- | -------- | -------- | -------- | -------- |
| Baló Zsolt | 500 m       | 38,48    | 40.      | 38,08    | 38.      | 76,56    | 37.      |
| Baló Zsolt | 1000 m      |          |          |          |          | 1:15,87  | 42.      |
| Baló Zsolt | 1500 m      |          |          |          |          | 1:55,52  | 42.      |

Női
| Versenyző       | Versenyszám | 1. futam | 1. futam | 2. futam | 2. futam | Eredmény | Helyezés |
| Versenyző       | Versenyszám | Idő      | Hely.    | Idő      | Hely.    | Eredmény | Helyezés |
| --------------- | ----------- | -------- | -------- | -------- | -------- | -------- | -------- |
| Egyed Krisztina | 500 m       | 41,20    | 33.      | 41,41    | 33.      | 82,61    | 32.      |
| Egyed Krisztina | 1000 m      |          |          |          |          | 1:21,23  | 23.      |
| Egyed Krisztina | 1500 m      |          |          |          |          | 2:05,79  | 27.      |

## Műkorcsolya

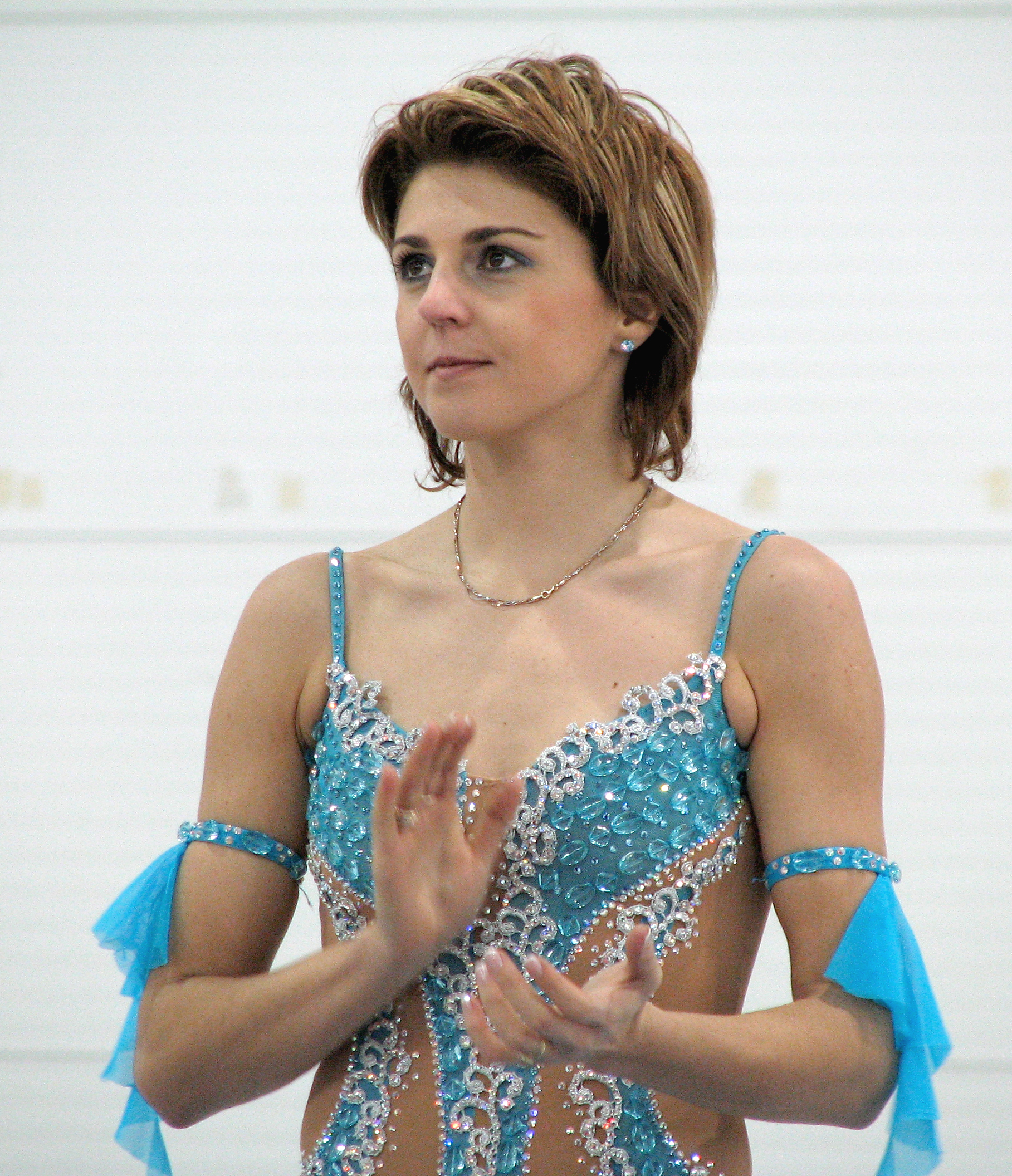
Sebestyén Júlia a 2007–2008-as magyar bajnokságon

| Versenyző       | Versenyszám  | Rövid program     | Rövid program | Rövid program | Kűr               | Kűr   | Kűr         | Összesítés         | Összesítés |
| Versenyző       | Versenyszám  | Több. hely. száma | Hely.         | Hely. pont.   | Több. hely. száma | Hely. | Hely. pont. | Helyezési pontszám | Helyezés   |
| --------------- | ------------ | ----------------- | ------------- | ------------- | ----------------- | ----- | ----------- | ------------------ | ---------- |
| Vidrai Szabolcs | Férfi egyéni | 7×12+             | 12.           | 6,0           | 6×13+             | 13.   | 13,0        | 19,0               | 13.        |
| Sebestyén Júlia | Női egyéni   | 5×19+             | 19.           | 9,5           | 6×15+             | 15.   | 15,0        | 24,5               | 15.        |

## Sífutás
Férfi
| Versenyző          | Versenyszám | Eredmény | Helyezés |
| ------------------ | ----------- | -------- | -------- |
| Latrompette Balázs | 10 km       | 35:30,9  | 89.      |